# Heterokromi
Heterokromi eller irisheterokromi er en medicinsk tilstand som medfører forskellig farve på øjnene (fuldstændig heterokromi) eller indslag af en anden øjenfarve i samme iris (partiel eller sektoriel heterokromi). Andre dele af kroppen kan også være udsat for heterokromi. Håret eller huden er de mest almindelige steder: Noget af håret har en anden farve end resten, eller noget af huden er mørkere end huden på andre steder på kroppen. Heterokromi kan være arveligt eller forårsaget af genetisk mosaicisme, kimærisme, sygdom eller tilskadekomst.
Øjenfarven, specifikt farven af iris, er bestemt af koncentrationen og fordelingen af melanin. Det berørte øje kan være hyperpigmenteret eller hypopigmenteret. Hos mennesker er det sædvenligvis et overskud af melanin, som angiver hyperplasi af iris væv, hvorimod mangel på melanin indikerer hypoplasi.
Det er mere almindeligt hos dyr som hunde, katte og heste.